# Předškolní pedagogika
Předškolní pedagogika je věda zabývající se předškolním vzděláváním a předškolní výchovou. Objasňuje, analyzuje a vyhodnocuje vše, co se týká výchovy a vzdělávání jako procesů, které rozvíjejí osobnost dítěte v době před vstupem do povinného základního vzdělávání. Jako samostatná vědní disciplína byla zavedena v 90. letech, i když ji systematické třídění pedagogických věd ještě neuvádělo.

## Předškolní vzdělávání a výchova v České republice
Předškolní vzdělávání lze v rámci pedagogické teorie chápat jako proces organizovaného a záměrného působení na dítě předškolního věku, které ho má rozvíjet, motivovat, podporovat a nasměrovat k získání tzv. kompetencí budoucího školáka. Odehrává se v rámci institucionálního výchovně-vzdělávacího působení na dítě předškolního věku.
Předškolní vzdělávání a výchova se tedy odehrává v předškolním věku dítěte tj. 3–6 let. Lze se setkat i s dětmi mladšími 3 let, nejdříve je však předškolní vzdělávání organizováno pro děti od 2 let. Poslední rok před vstupem do základní školy je předškolní vzdělávání povinné.

### Cíle předškolního vzdělávání a výchovy
Rámcový vzdělávací program pro předškolní vzdělávání (2021) definuje tři základní cíle:
- rozvíjejí dítěte, jeho učení a poznání,
- osvojení základů hodnot, na nichž je založena naše společnost,
- získání osobní samostatnosti a schopnosti projevovat se jako samostatná osobnost působící na své okolí.

Cíle se však odvíjí také od teoretických úvah, které je možné rozdělit do tří charakteristických směrů:
1. Pedagogický empirismus – zkušenost získáváme při styku s prostředím a zkušenostmi. Cílem výchovy je dobře vybrat, naplánovat, uspořádat a podle potřeby opakovat správné příležitosti.
2. Pedagogický nativismus – který staví na vrozeném základu člověka. Cílem je sledovat a podporovat dítěti vrozené mechanismy a spontánní projevy.
3. Interakční teorie – cíl je orientován na dítě, ale zároveň bere v potaz jeho postavení v rámci sociální skupiny. Výchovné a vzdělávací působení směřuje k podpoře samostatného projevu a poskytuje dítěti prostor pro to , aby se podle svých individuálních možností ve skupině uplatnilo. Cílem je tedy celkový rozvoj dítěte.

### Obsah předškolního vzdělávání a výchovy
Struktura obsahu se dělí na oblast biologickou (dítě a jeho tělo), psychologickou (dítě a jeho psychika), interpersonální (dítě a ten druhý), sociálně kulturní (dítě a společnost) a environmentální (dítě a svět).

### Organizace předškolního vzdělávání a výchovy
Za základnu vzdělávání a výchovu dítěte v předškolním věku lze považovat rodinu.
Předškolní výchova může také probíhat:
- v mateřské škole
- v lesní mateřské škole
- v dětské skupině
- v centru pro předškolní děti

Mateřská a lesní škola jsou dvě instituce, jež oficiálně zabezpečují edukaci před vstupem do základní školy. Třídy mohou být jak věkově heterogenní, tak homogenní.

## Výzkum v předškolní pedagogice
Předškolní pedagogika má jako věda své oblasti výzkumu a využívá interdisciplinárních metodologických postupů, neboť jsou výzkumné náměty různorodé a sahají do jiných disciplín, zejména do psychologie. Výzkum totiž přesahuje od edukačního prostředí přes didaktické procesy až k pedagogickým vztahům.

#### Příklady témat pro výzkum v předškolním vzdělávání:[1]
- instituce a jejich zřizování, cíle předškolní edukace – zaměření se na rozvoj dítěte versus dosažení školní připravenosti,
- kurikulum a vztah k vzdělávacímu systému,
- organizace (věková homogenita versus heterogenita),
- výzkum, vývoj a systémové využití didaktických prostředků,
- digitalizace v MŠ,
- problém batolat v MŠ.